# Politikåret 1982

## Händelser

### Januari
- Januari - En amerikansk rapport om Latinamerika presenteras vid årsskiftet, och menar att de svåraste brotten mot de mänskliga rättigheterna under 1981 begicks i Guatemala och El Salvador, vars regeringar sammanlagt ansvarat för minst 21 000 civila människors död.[1]
- 3 januari - Moderata samlingspartiet går framåt till 28 % och Sveriges socialdemokratiska arbetareparti backar till 47 % vid 1982 års första SIFO-undersökning.[1]
- 4 januari - I USA avgår president Ronald Reagans rådgivare i nationella säkerhetsfrågor, Richard Allen, och ersätts av vice utrikesminister William P. Clark, sedan det bland annat avslöjats att Richard Allen tagit emot 1 000 amerikanska dollar av en japansk tidskrift för en arrangerat intervju med Ronald Reagans fru Nancy.[1]
- 7 januari - Sveriges biståndsminister Ola Ullsten besöker Zambia och lovar fortsatt svenskt bistånd i kampen mot Apartheid i Sydafrika.[1]
- 8 januari - USA:s nya sändebud i Sverige, Franklin Forsberg, besöker Sverige.[1]
- 10 januari
  - FN uppmanar USA:s och Sovjetunionens presidenter att mötas så snart som möjligt.[1]
  - Romersk-katolska kyrkans påve Johannes Paulus II fördömer kränkningen av mänskliga rättigheter i Polen.[1]
- 13 januari - I Paris möts franske presidenten François Mitterrand:s och västtyske förbundskanslern Helmut Schmidt och diskuterar den senaste tidens händelser i Polen.[1]
- 19-25 januari – Sveriges kungapar besöker Mexiko.[1]
- 26 januari - Urho Kekkonen avgår som Finlands president.[1]
- 27 januari
  - Mauno Koivisto tillträder ämbetet som Finlands president.[1]
  - Polens sejmen godkänner införandet av indantagstillstånd i Polen.[1]

### Februari
- 1 februari - Turkiets tidigare premiärminister Bülent Ecevit släpps fri efter att ha avtjänat två månader av det fängelsestraff han under föregående år dömts till för att ha kritiserat militärregimen.[1]
- 2 februari - Egyptens president Hosni Mubarak inleder ett två dagars besök i Polen.[1]
- 3 februari - Sveriges riksdag har allmänpolitisk debatt, som präglas av det faktum att 1982 i Sverige är valår.[1]
- 9 februari - Europeiska säkerhetskonferensen återupptar i Madrid förhandlingarna.[1]
- 10 februari - Ett uppror från Muslimska brödraskapet i staden Hama i Syrien, mellan 10 000[1] och 30 000 personer får sätta livet till.
- 17 februari
  - Finlands president Mauno Koivistos utnämner Kalevi Sorsas nya regering.[1]
  - Joshua Nkomo avskedas ur Zimbabwes regering.[1]
- 19 februari - Ett nordiskt ministermöte om narkotikafrågor hålls i Stockholm.[1]

### Mars
- 1 mars
  - Greklands premiärminister Andreas Papandreou besöker Cypern.[1]
  - Polens regeringschef Wojciech Jaruzelski inleder ett tvådagarsbesök i Moskva.[1]
- 6 mars - Fem män döms till döden av en militärdomstol i Kairo för mordet på Egyptens tidigare president Anwar Sadat i oktober föregående år.[1]
- 8 mars
  - Finlands president Mauno Koivisto anländer till Moskva för överläggningar med Sovjetunionens president Leonid Brezjnev.[1]
  - Internationella kvinnodagen firas runtom i världen, bland annat med stora demonstrationer och fester i Sverige.[1]
- 10 mars - Libyens president Muammar Khadaffi anländer i Wien, då han för första gången besöker ett så kallat "västland".[1]
- 11 mars - Frankrikes president François Mitterrand talar i Israels Knesset för upprättandet av en palestinsk stat som fredsvillkor för Mellanöstern.[1]
- 12 mars - Europeiska säkerhetskonferensen i Madrid avbryts efter bland annat motsättningar mellan väst och öst.[1]
- 15 mars - I Sverige inleds 1982 års valrörelse.[1]
- 16 mars
  - Det knakar alltmer i relationerna mellan USA och Nicaragua, och Nicaragua inför undantagstillstånd och krigslagar.[1]
  - Danmarks folketing röster mot ett icke-socialistiskt förslag om att stänga fristaden Christiania.[1]
- 17 mars - Sveriges riksdag har utrikesdebatt. Svenske utrikesministern Ola Ullsten tar den senaste tidens händelser i Polen som exempel på stormakternas fruktan för varandra.[1]
- 23 mars
  - Vid en militärkupp i Guatemala störtas president Fernando Romeo Lucas Garcia av general Efrain Rios.[1]
  - 100 000 franska bönder prostererar i Paris, dels mot den franska regeringen, dels mot EG:s jordbrukspolitik.
- 24 mars - Vid en oblodig militärkupp i Bangladesh störtas president Abdus Sattar av generallöjtnant Hossain Mohammed Ershad.[1]
- 27 mars - Den regerande militären i Bangladesh utnämner den tidigare domaren Abdul Fazal Mohammed Hassanuddin Choudbury till ny president. Statsangelägenheterna sköts dock fortsättningsvis av general Ershad.
- 26 mars – Sveriges kungapar inleder ett tvådagarsbesök i Singapore.[1]
- 29 mars – Sveriges kungapar inleder ett niodagars besök i Australien.[1]

### April
- 2 april – Sveriges statsminister Thorbjörn Fälldin avslutar ett tredagarsbesök i Västtyskland.[1]
- 14 april
  - I Rom inleds rättegången mot de misstänkta i kidnappningen och mordet på Aldo Moro.[1]
  - Vietnams utrikesminister Ngyen Co Thach avslutar ett officiellt besök i Sverige.[1]
- 17 april – Drottning Elizabeth II av Storbritannien undertecknar ett dokument som ger Kanada rätt att stifta egna lagar. Interna motsättningar har gjort att lagdelen i Kanadas konstitution släpat efter.[1]
- 18 april – Zimbabwes huvudstad byter namn, från engelsk-klingande Salisbury (efter Robert Cecil, 3:e markis av Salisbury), till det mer lokala Harare (efter en hövding ur Shona-stammen under 1890-talet).[1]
- 23 april – Sverige utvisar sovjetiske vicekonsuln Alberts Liepa, som anses ha brutit mot diplomatiskt praxis och svensk lag genom att pyssla med olaglig underrättelseverksamhet, och kartlägga lettiska exilorganisationer i Sverige.[1]
- 25 april – Israel lämnar tillbaka Sinaihalvön till Egypten.[1]
- 27 april – Finlands president Mauno Koivisto genomför ett tre dagars statsbesök i Sverige.[1]
- 29 april – Alvaro Magaña Borja utses till ny president i El Salvador.[1]
- 30 april
  - Frankrikes president François Mitterrand avslutar ett tredagarsbesök i Danmark.[1]
  - Sveriges riksdag beslutar att Svenska flaggans dag från 1983 blir officiell nationaldag

### Maj
- 1 maj – Första maj-firandet i Polen uppges vara lugnt. I Sverige talar Olof Palme på Norra Bantorget i Stockholm inför 40 000 personer.[1]
- 3 maj – Kravaller inleds i Warszawa, på årsdagen av Polens konstitution 1791, då demonstranter slåss mot polisen och militären. Demonstranterna har i flera månader ropat "Vintern är er, våren skall bli vår".[1]
- 6 maj – USA:s tidigare president Jimmy Carter besöker Stockholm.[1]
- 13 maj – Kravaller rasar i Polen, på dagen fem månader efter militärens maktövertagande.[1]
- 16 maj – 58-åriga Milka Planinc väljs, som första kvinna, till premiärminister i Jugoslavien.[1]
- 24 maj – USA:s tidigare president Walter Mondale inleder ett tvådagarsbesök i Stockholm.[1]

### Juni
- 3 juni - Turkiets tidigare premiärminister Bülent Ecevit frikänns av militärdomstolen i Ankara, då han anklagats för att ha spridit "falska nyheter" i en intervju med en norsk tidning.[1]
- 6 juni - Svenska flaggans dag firas för sista gången. I fortsättningen gäller Sveriges nationaldag på samma datum.[1]
- 11 juni - USA:s president Ronald Reagan avslutar en rundresa i Västeuropa.[1]
- 22 juni
  - Generalmajor Reynaldo Benito Antonio Bignone utnämns till ny president i Argentina.[1]
  - I USA frikänns John Hinckley som mentalsjuk för föregående års attentat mot USA:s president Ronald Reagan.[1]
- 24 juni - Sveriges regering beslutar upprätta diplomatiska förbindelser med Vatikanstaten
- 25 juni - Alexander Haig avgår som utrikesminister i USA, och ersätts av George Schultz.[1]
- 28 juni - Försurningskonferensen Miljö 82 inleds i Stockholm, och lockar bara 21 av 33 inbjudna stater. Framför allt östeuropeiska stater uteblir.[1]

### Juli
- 4 juli - 47-årige Miguel de la Madrid väljs till ny president i Mexiko.[1]
- 6 juli - Turkiets tidigare premiärminister Bülent Ecevit döms till fängelse i två månader och 27 dagar för att ha låtit sig intervjuas av västtyska och nederländska ambassadörer.[1]
- 13 juli - Danmarks statsminister Anker Jørgensen fyller 60 år, och firas.[1]
- 15 juli - Zail Singh utses till ny president i Indien.[1]
- 21 juli - Polens regeringschef Wojciech Jaruzelski förklarar för Polens Sejmen att krigstillståndet i Polen fortfarande gäller.[1]
- 29 juli - Almedalsveckan i Visby, som detta år präglats av debatten om Löntagarfonder, avslutas med tal av Sveriges statsminister Thorbjörn Fälldin.[1]

### Augusti
- 7 augusti - Giovanni Spadolini lämnar in sin avskedsansökan som Italiens premiärminister.[1]
- 15 augusti - Polens regeringschef Wojciech Jaruzelski och Sovjetunionens president Leonid Brezjnev anklagar USA för att ligga bakom de regimfientliga krafterna i Polen.[1]
- 17 augusti - USA och Kina uppnås ha nått uppgörelse om Taiwanfrågan, där USA minskar sin vapenarsenal till Taiwan och Kina försöker få en fredlig lösning i frågan.[1]
- 23 augusti - Giovanni Spadolini bildar, efter nästan tre veckors kris, Italiens 42:a regering sedan 1945.[1]
- 29-31 augusti - I Stockholm möts de nio alliansfria staterna Finland, Österrike, Schweiz, Jugoslavien, Cypern, Malta, San Marino, Liechtenstein och Sverige, med Sveriges utrikesminister Ola Ullsten som mötets värd.[1]
- 31 augusti - I Gdańsk drabbar arbetare samman med kravallpolis på tvåårsdagen efter Gdańskavtalet.[1]

### September
- 1 september - Valrörelsen i Sverige går in i ett avgörande skede, med en TV-debatt mellan Olof Palme och Thorbjörn Fälldin.[1]
- 4 september - SIFO:s sista opinionsundersökning inför valet i Sverige tyder på socialdemokratiskt maktövertagande.[1]
- 8 september - Den så kallade Helsingforsgruppen läggs ned, då man inte längre anser sig orka bevaka att Sovjetunionen verkligen följer Helsingforsavtalets avtal om mänskliga rättigheter.[1]
- 10 september - 53-årige advokaten Poul Schlüter från Konservative Folkeparti bildar ny regering i Danmark. och därmed får Danmark sin första konservativa statsminister sedan 1901.[1]
- 17 september – Regeringssamarbetet SPD-FDP spricker i Västtyskland efter motsättningar inom den ekonomiska politiken och den höga arbetslösheten.[1]
- 21 september – Indiens premiärminister Indira Gandhi avslutar ett två dagars besök i Moskva.[1]

### Oktober
- 1 oktober – SPD-regeringen i Västtyskland fälls vid en misstroendeomröstning.[1]
- 4 oktober – En konservativ-liberal koalitionsregering ledd av CDU:s Helmut Kohl tillträder i Västtyskland.[1]
- 5 oktober – 69-årige advokaten Hernán Siles Zuazo utses till ny president i Bolivia av Bolivias kongress.[1]
- 8 oktober - Den svenska kronan devalveras med 16 %.
- 7 oktober - Libanons premiärminister Chafiq Wazzan presenterar ministrarna i sin nya regering.[1]
- 8 oktober
  - Polens Sejmen godkänner en ny lag, som förbjuder fackföreningar som Solidaritet. Förbudet följs av demonstrationer och strejker, som slås ned av kravallpolis.[1]
  - I Sverige tillträder den nya socialdemokratiska regeringen.
- 15 oktober - Turkiets tidigare premiärminister Bülent Ecevit frikänns från det tre månader långa fängelsestraff han dömts till för att ha trotsat förbudet att uttala sig politiskt.[1]
- 16 oktober - Danmarks folketing godkänner ett borgerligt krisprogram, med besparingar på 18,6 miljarder DK.[1]
- 18 oktober - Frankrikes premiärminister Pierre Mauroy kommer till Stockholm för ett endagarsbesök.[1]
- 22 oktober - Sveriges regering tillsätter Ubåtsskyddskommissionen med Sven Andersson som ordförande
- 24 oktober - 30 000 personer deltar vid en fredsdemonstration i Stockholm, där människor tar varandra i händerna och bygger "en bro för fred" mellan USA:s (Lidingö) och Sovjetunionens (Kungsholmen) Sverige-ambassader.[1]
- 27 oktober - Sveriges riksdag har allmänpolitisk debatt.[1]

### November
- November - Sveriges regering lägger fram ett ekonomiskt paket med höjda punktskatter, höjd moms, höjt barnbidrag mm.
- 8 november - Sveriges kungapar inleder ett 12 dagar långt besök i USA.[1]
- 12 november - 68-årige Jurij Andropov väljs till ny partiordförande efter avlidne Leonid Brezjnev i Sovjetunionen.[1]
- 14 november - Polens myndigheter friger Lech Wałęsa efter elva månaders internering.[1]
- 16 november - 30-årige västtyske RAF-terroristen Christian Klar grips av västtyska polisen i skog utanför Hamburg.[1]
- 20 november - Spaniens fascistiska organisationer befinner sig i kris, och för första gången sedan hans död 1975 firas inte årsdagen av Francesco Francos död med möte i Madrid.[1]
- 21 november - Tanzanias premiärminister Cleopa Msuya anländer till Stockholm för ett tredagarsbesök.[1]
- 26 november - 64-årige Yasuhiro Nakasone väljs till Japans premiärminister.[1]

### December
- 1 december - 74-årige kristdemokraten Amintore Fanfani bildar Italiens 43:e regering sedan 1945.[1]
- 2 december - PSOE:s Felipe González blir Spaniens premiärminister.[1]
- 9 december - Sovjetunionens regeringschef Nikolaj Tichonov anländer till Helsingfors för ett tre dagar långt besök.[1]
- 15 december - Gränsen mellan Gibraltar och Spanien öppnas, efter att ha varit stängd sedan juni 1969.[1]
- 16 december – Sveriges riksdag godkänner att Sverige höjer momsen med 4 % från 1 januari 1983.[1]
- 18 december - Polens Sejmen godkänner en ny lag, som skall upphäva krigslagarna i Polen från 1 januari 1983.[1]
- 21 december – 60-årsjubileet av Sovjetunionens grundande 1922 firas i Kreml.[1]
- 24 december - Polen friger alla utom sju av de personer som fängslades i december 1981.[1]
- 30 december - Kalevi Sorsa bildar om Finlands fyrpartiregering, då han föregående dag meddelat president Mauno Koivisto att regeringen önskade avgå.[1]

## Val och folkomröstningar
- 17–18 januari – Mauno Koivisto vinner presidentvalet i Finland.[1]
- 18 februari - Finland, en ny regering ledd av socialdemokraten Kalevi Sorsa tillträder. De andra partierna som ingår i den finländska regeringen är Centerpartiet, Svenska folkpartiet och Folkdemokraterna.
- 23 februari - Grönland säger i en folkomröstning med 52 % för ja till att lämna EG.[1]
- 15 mars - Colombia,  presidenten Turbays liberala parti segrar vid parlamentsvalen.
- 25 mars - SDP vinner fyllnadsvalet i Hillhead-distriktet i Glasgow, Storbritannien, och Roy Jenkins tar sig in i Storbritanniens underhus.[1]
- 28 mars - El Salvador går till allmänna val. Vänstergerillan uppmanar till bojkott.[1]
- 6 juni - SPD noteras för 42,9 % vid delstatsvalet i Hamburg, ett av dess starkaste fästen, medan CDU får 42,9 %.[1]
- 8 september - Nederländerna går till parlamentsval. Socialdemokraterna blir största parti, men en borgerlig majoritetskoalition under kristdemokraten Ruud Lubbers kan bildas.[1]
- 19 september - Socialdemokraterna vinner riksdagsvalet i Sverige med 166 mandat, medan de borgerliga får 163 mandat.[1]
- 27 september – Labourpartiets kongress beslutar att utesluta extremister.[1]
- 10 oktober - CSU vinner delstatsvalet i Bayern.[1]
- 20 oktober - Sinn Fein får 10 % vid parlamentsvalet i Nordirland.[1]
- 28 oktober - Socialistpartiet PSOE vinner en överväldigande seger vid parlamentsvalet i Spanien.[1]
- 2 november - Mellanårsvalet i USA blir en tillbakagång för Republikanska partiet.[1]
- 19 december - SPD vinner delstatsvalet i Hamburg.[1]

## Organisationshändelser
- 16 januari - Lars Werner meddelar från VPK:s kongress att den senaste tidens händelser i Polen inte har något att göra med socialism.[1]
- 20 januari - Nederländaren Piert Dankert utses till ny president för Europaparlamentet.[1]
- 5 februari - FN:s generalförsamling uppmanar sina medlemmar att isolera Israel för annekteringen av Golanhöjderna.[1]
- 25 februari - Folkpartiet inleder sitt landsmöte i Stockholm. Pehr G. Gyllenhammar och Hans Cavalli Björkman väljs in i styrelsen.[1]
- 29 mars - EG firar 25-årsjubileum i Bryssel.[1]
- 22 april - På SPD:s kongress i München väljs Willy Brandt om som partiordförande, och Helmut Schmidt som vice ordförande.[1]
- 29 april – Sven Johansson lämnar Centerpartiet för KDS.[1]
- 8 juni – Sveriges statsminister Thorbjörn Fälldin uttalar i FN sitt stöd åt kampanjen för frysning av supermakternas kärnvapenarsenaler.[1]
- 26 juni - I Belgrad inleder Jugoslaviens kommunistparti sin 12:e kongress.[1]
- 2 juli - Roy Jenkins väljs till ny ordförande för SDP.[1]
- 13 juli - Landeline Lavilla väljs till ny partichef för spanska UCD.[1]
- 26 juli - Spaniens tidigare premiärminister Adolfo Suárez bildar ett nytt parti, CDS.[1]
- 11 augusti - Svenske ekonomen Assar Lindbeck begär utträde ur Sveriges socialdemokratiska arbetareparti.[1]
- 11 september - Kinas kommunistparti avslutar i Peking sin tolfte kongress. Ordförande Deng Xiaoping väljs om.[1]
- 15 oktober
  - Redaktör Bo Toresson utses till ny partisekreterare för Sveriges socialdemokratiska arbetareparti.[1]
  - Sveriges utrikesminister Lennart Bodström jungfrutalar i FN.[1]
- 18 oktober - Libanons nya president Amin Gemayel framträder inför FN:s generalförsamling.[1]
- 6 november - Santiago Carrillo avgår som ledare för Spaniens kommunistiska parti.[1]
- 7 november - Vid en folkomröstning i Turkiet röstar 91 % av väljarna för en ny författning. Samtidigt väljs Kenan Evren till president.[1]
- 3-4 december - På EG-toppmötet i Köpenhamn menar Frankrike att Spanien och Portugal bör inträda först då de problemen lösts.[1]
- 10 december - Folkpartiets valberedning föreslår att Ola Ullsten väljs om som partiledare vi partiets kommande extra landsmöte i januari 1983.[1]
- Okänt datum – British National Party bildas i Storbritannien.

## Ministerposter
- 1 december - Sverige, Försvarsminister Börje Andersson lämnar Sveriges regering på grund av att han vantrivs i Stockholm.[1]

## Födda
- 4 januari – Helena Leander, svensk riksdagsledamot 2006–2014.
- 19 januari – Pete Buttigieg, amerikansk transportminister sedan 2021
- 24 maj – Erik Almqvist svensk riksdagsledamot sedan 2010–2013.
- 26 juni – Axel Darvik, svensk riksdagsledamot 2002–2006.
- 20 oktober – Lise Nordin, svensk riksdagsledamot 2010–2018.

## Avlidna
- 24 januari – Alfredo Ovando Candía, Bolivias president 1964–1966 och 1969–1970.
- 18 mars – Rune Johansson, svenskt statsråd.[1]
- 13 juni – Khalid bin Abdul Aziz, 69, Saudiarabiens kung.[1]
- 4 juli – Antonio Guzmán Fernández, Dominikanska republikens president 1978–1982.
- 26 juli – Ricardo Pérez Godoy, Perus president 1962–1963.
- 1 september – Władysław Gomułka, polsk tidigare kommunistledare.[1]
- 14 september
  - Sadegh Ghotbzadeh, 46, Iransk tidigare utrikesminister (avrättad).[1]
  - Kristján Eldjárn, 65, Islands president 1968–1980.[1]
- 4 oktober – Ahmad Hasan al-Bakr, Iraks president 1968–1979.
- 18 oktober – Pierre Mendès France, 75, Frankrikes premiärminister 1954-1955.[1]
- 10 november – Leonid Brezjnev, 76, Förste sekreterare för Sovjetunionens kommunistiska parti 1964–1982.[1]
- 28 november – Helena av Grekland, 87, exildrottning.[1]

### Fotnoter
1. 1 2 3 4 5 6 7 8 9 10 11 12 13 14 15 16 17 18 19 20 21 22 23 24 25 26 27 28 29 30 31 32 33 34 35 36 37 38 39 40 41 42 43 44 45 46 47 48 49 50 51 52 53 54 55 56 57 58 59 60 61 62 63 64 65 66 67 68 69 70 71 72 73 74 75 76 77 78 79 80 81 82 83 84 85 86 87 88 89 90 91 92 93 94 95 96 97 98 99 100 101 102 103 104 105 106 107 108 109 110 111 112 113 114 115 116 117 118 119 120 121 122 123 124 125 126 127 128 129 130 131 132 133 134 135 136 137 138 139 140 141 142 143 144 145 146   Horisont 1982. Bertmarks